# 猪笼草蛋白酶
猪笼草蛋白酶（Nepenthesin，Nepenthacin，Nepenthasin），又称猪笼草酸性蛋白酶，猪笼草天冬氨酸蛋白酶是猪笼草捕虫笼及盾叶茅膏菜（Drosera peltata）分泌的天冬氨酸蛋白酶。其与胃蛋白酶类似，但其也能酶切两侧的天冬氨酸残基及赖氨酸┼精氨酸。其对pH值及温度的稳定性高于猪胃蛋白酶A，对尿素及盐酸胍的稳定性大大降低。
1968年，Shigeru Nakayama和Shizuko Amagase以“nepenthesin”命名猪笼草蛋白酶。在猪笼草属中已确定了2个同工酶：猪笼草蛋白酶I与猪笼草蛋白酶II。

## 扩展阅读
- The MEROPS online database for peptidases and their inhibitors: A01.040